# Bulbophyllum nagelii
Bulbophyllum nagelii é uma espécie de orquídea (família Orchidaceae) pertencente ao gênero Bulbophyllum. Foi descrita por Louis Otho Otto Williams em 1939.